# Дъждовна гора
Дъждовните гори са наземен биом, вид гора с голямо количество на валежите (над 1750 – 2000 mm годишно).
Делят се на 2 групи – тропически и умерени дъждовни гори. Макар че заемат сравнително малка част от площта на Земята, дъждовните гори имат голямо значение за биоразнообразието, като от тях произхождат между 40 и 75% от известните видове организми.

## Тропически дъждовни гори

### Разположение
Тропическите дъждовни гори заемат преди всичко районите около екватора и между тропик на Рака и тропик на Козирога. Тази екосистема обхваща басейна на река Амазонка в Южна Америка, част от Централна Америка (п-в Юкатан, Гватемала, Хондурас и Никарагуа), басейна на река Заир (Конго) и крайбрежието на Гвинейския залив в Африка, североизточната част на остров Мадагаскар, а също и най-големия в света Малайски архипелаг, в Индокитай, южна Шри Ланка, североизточната и югозападната част на Индия в Азия и отчасти североизточна Австралия на територията на щата Куинсланд. Понякога са наричани низинни екваториални вечнозелени дъждовни гори. Във височина те се простират до 300 метра надморска височина. Освен тях тропическите дъждовни гори включват влажни широколистни, планински дъждовни гори и заливни гори (сладководни блатни гори и торфни блатни гори).

### Климат
Дъждовните тропически гори попадат в зоните на екваториалния и субекваториалния климатичен пояс. Това са райони с горещ и влажен климат. Температурите са високи през цялата година, като средните им годишни стойности са над 18 °C. Дъждовете в района на екватора са почти всекидневни, като средните месечни количества валежи са без големи разлики. В тази екосистема падат най-големите количества дъжд в света, като средните минимални годишни количества са между 1750 mm и 2000 mm. В отделни райони те надвишават 5000 mm, а в североизточна Индия достигат 12 000 mm, което е най-голямото количество валежи на планетата. Истинските тропични гори имат среден валеж от 8000 mm на година и средна темпртаура 24 °C. В някои райони обаче, предимно със субекваториален климат, има разлики във валежите, които определят съществуването на сух и дъждовен сезон. Това е типично за Централна Америка, Югоизточна Азия, Мадагаскар и южна Амазония. За разлика обаче от други зони с такъв климат, дъждовният сезон в екваториалните гори е по-продължителен и с по-голямо количество валежи. В много райони съществуват два дъждовни сезона годишно.
Поради големите количества валежи, през екосистемата на тези гори протичат най-големите и най-пълноводни реки на планетата. Реките от тази зона вливат в световния океан над 70% от оттока на всички реки на света. Най-типичен пример за това е река Амазонка в Южна Америка. Амазонка е най-голямата река на планетата – тя е най-пълноводната и с най-големия водосборен басейн на Земята. Всяка година тя влива около 40% от годишния отток на всички реки на планетата. Нейни притоци са реките Мадейра, Рио Негро и Топажос, които са едни от най-пълноводните реки на планетата също. Втората голяма река е Заир (Конго) в екваториална Африка, която осигурява 15% от световния речен отток. В ареала на екваториалните гори попада и най-обширната делта в света – тази на реките Ганг и Брахмапутра. Най-характерната черта на реките от екваториалните райони е тяхното голямо пълноводие. Някои реки, които не са особено дълги са изключително пълноводни. Такива реки са Есекибо в Гаяна, Капуас на остров Борнео и Сепик в Нова Гвинея.

### Флора и фауна
Тропическите гори са най-старите гори на планетата и екосистемата с най-голямо биоразнообразие в света. Счита се, че те са дом на около 70% от всички живи организми на планетата. Никоя друга екосистема на Земята няма толкова впечатляващо разнообразие на флора и фауна. Голяма част от растителните и животинските видове в зоната все още са непознати на науката. Повечето от тях не се срещат в други места по света. Типичен пример за това е остров Мадагаскар. Това е може би най-сложната екосистема, тъй като видовете, които я обитават са свързани в един изключително сложен биологичен и екологичен цикъл между тях, чието нарушаване може да доведе до катастрофални последици.
Най-интересното по отношение на флората в тропическите гори е нейната етажност. Тя зависи от височината на дърветата и разликите в растителния и животинския свят, които се забелязват на различните етажи. Така най-ниските етажи представляват ниска папратовидна растителност и храсти, докато най-високите обхващат короните на дърветата. Животните също обитават различни етажи: в най-ниския етаж живеят големите животни – слонове, тапири, окапи, докато горните етажи се обитават от птици, дървесни жаби и маймуни.
В екваториалните и тропически гори растителността обикновено има гигантски размери. Дърветата достигат височина понякога до 70 метра и повече. Това се дължи на благоприятните условия за развитието на растенията – постоянно високи температури, чести дъждове и висока влажност, които са предпоставка за развитието на такава гигантска гора. Конкуренцията в тази екосистема е изключително голяма. Най-високите растения имат изобилие от слънчева светлина, затова когато в тропическата гора загине едно дърво между останалите настъпва същинско състезание за растеж. Много растения не могат да се справят с тази конкуренция и са принудени да се задоволят с по-малко от нужните условия. Така са се развили лианите, които увивайки се около стеблото на големите дървета достигат най-високите етажи. В екваториалните и тропични гори се срещат над 95% от лианите в света. Поради гъстотата на растителността в горните етажи на гората, в някои екваториални гори липсва подлес, но присъстват хищните и паразитни растения, като огромната рафлезия на Арнолд, чийто цвят има диаметър над 1 метър.
Тази зона е рай за всички класове и разреди на животинския свят, като особено много са насекомите. Освен дребни животни като насекомите, птиците и земноводните, гъстите тропически гори са дом и на много гиганти сред животинския свят като слонове, носорози (явански носорог и суматренски носорог), тапири, окапи и др. Тук се срещат и едни от най-опасните и силни хищници на Земята – тигър, ягуар, леопард, пума, както и най-големите змии на планетата, сред които е анакондата от Южна Америка, както и много отровни змии.

### Местно население
Разнообразие от местни жители живеят в рамките на обезлесени петна в тропическите гори, предимно като земеделски производители на непълно работно време, които търгуват с висококачествени продукти като кожи, пера и мед със земеделци, живеещи извън гората. Хората са обитавали горите в продължение на хиляди години и са успявали да останат толкова незабележими, че са открити някои неизвестни дотогава племена. На 18 януари 2007 г. FUNAI съобщава, че е потвърдено наличието на 67 различни изолирани племена в Бразилия. С това допълнение Бразилия изпреварва остров Нова Гвинея като страната с най-голям брой на изолирани племена, нямащи контакт с останалия свят. Западна Папуа на остров Нова Гвинея е дом на около 44 такива племенни групи.
Пигмеите са ловци и събирачи, живеещи в екваториалните дъждовни гори, които се характеризират с нисък ръст (под 1,50 m средно). Сред тези групи са Ефе, Ака и Мбути племената от Централна Африка. Пигмеите, които населяват Югоизточна Азия, са наречени Негрито. Сред коренното население на Америка, или американските индианци, се различават уаорани, яномамо и каяпо от Амазонка. Те имат свои специфични традиционни селскостопански системи.
Налице е разнообразие на горските хора и в Азия, включително манобо на Филипините, както и пунаните и даяките на Борнео. Даяките са аборигените на остров Калимантан, те са особено интересна група поради техните специфични ритуали и традиции. Така например при тях се става мъж само по един начин – трябва да убият свой враг и да донесат главата му прясна, с кръв по нея. Ако не успеят да направят това, те никога не стават мъже и нямат никакви права в племенното общество. Само тези, които са станали мъже имат право да се женят.
Аборигените живеят сравнително примитивен живот, лишен от технологии, но познават много добре тропическите гори и могат да се ориентират в тях. Горските обитатели губят постепенно своята земя и ресурси, но притежават много ограничени права и никаква власт, за да ги защитят и отвърнат на удара, което съответно води до загуба на техния начин на живот. Унищожаването на местната култура, особено чрез обезлесяването, представлява загуба на хиляди години традиции, езици, както и на обширни неписани каталози на ботанически, животински и неорганични лекарства и храни.

## Умерени дъждовни гори
Умерени дъждовни гори се състоят от иглолистни и широколистни гори в зоните с умерен климат. Те подобно на тропическите получават значително количество валежи, но са разположени по на север и на юг от тях.

### Климат
Средните годишни валежи са 1400 mm, а средната годишна температура варира между 4 и 12 °C (39 и 54 °F).
Въпреки това необходимите годишни валежи зависят от различни фактори като например разпределението на валежите през годината, температурите през годината и наличието на мъгла. Определенията, давани в други страни се различават значително. Например, австралийците дават определения, които са по-скоро екологични, отколкото климатични:
Покровът на дърветата изключва най-малко 70% от небето
Гората е съставен предимно от дървесни видове, които не изискват опожаряване за регенерация, а разсад под сянка и в естествени отвори..

### Разпространение
Умерените гори покриват голяма част на земното кълбо, но умерените дъждовни гори се появяват само в няколко региони по целия свят. Повечето от тях се срещат в Тихоокеанския влажен умерен климат в Западна Северна Америка (от югоизточна Аляска до Централна Калифорния), Валдивинските умерените дъждовни гори и Магелановите субполярни дъждовни гори в югозападната част на Южна Америка (Южно Чили и съседна Аржентина), малки откъснати райони в северозападната част на Европа (южната част на Норвегия до северната част на Испания и Португалия), умерените дъждовни гори на югоизточна Австралия (Тасмания и Виктория) и Нова Зеландия (западното крайбрежие на Южния остров).
Други се срещат в субтропичния влажен климат – горите в Южна Африка, дъждовните гори в региона на източната част на Черно море (Турция и Грузия), Каспийските умерени дъждовни гори на Иран и Азербайджан, планинските умерени дъждовни гори покрай източното тихоокеанско крайбрежие на Тайван, горите на югозападна Япония, Австралийското крайбрежие на Нов Южен Уелс и Нова Зеландия Северният остров.
В някои райони обаче, като например Скалистите планини на Британска Колумбия, северно Айдахо и северозападна Монтана, както и далечния изток на Русия (Усури, Манджурия, Сахалин) в Азия имат по-скоро континентален климат, но получават достатъчно валежи във формата на дъжд и сняг, за да създадат, приютят и поддържат значителни райони на умерени дъждовни гори.
Разпръснати малки участъци с умерени дъждовни гори също съществуват в Апалачите от северната част на Джорджия до Нова Англия. Планинските иглолистни гори на планината Чанбайшан, на границата между Китай и Северна Корея също са добър пример и съдържат някои от най-богатите високопланински вечнозелени иглолистни гори в Източна Азия.

## Обезлесяване и ефекти върху климата
Процесът на обезлесяване се извършва в световен мащаб и оказва влияние върху много фактори като климат, албедо, концентрация на въглероден двуокис, земната атмосфера и други. Обезлесяването може да се разглежда като противоположното действие на залесяването. То има вреден ефект върху цялата околна среда – докато отсичането на едно дърво става за минути, посаждането и израстването на едно ново трае години. Обезлесявнето води до намаляване на общия брой на дърветата, които произвеждат кислород и спомагат за пречистване на въздуха, унищожават се гори, които са дом на много животни, така се позволява и на ветровете безпрепятствено да преминават, нараства вероятността от свлачища, наводнения и срутища, особено в планинските райони.
Един от най-засегнатите райони, където процесът на обезлесяване се забелязва най-осезаемо, това са екваториалните гори и по-специално Амазонската джунгла в района на Бразилия. Най-новите анализи на сателитни изображения показват, че обезлесяването на Амазонската джунгла протича два пъти по-бързо отколкото учените предполагат по предварителни изчисления.